# Antalya Challenger III 2021 - Doppio
Il doppio del torneo di tennis professionistico Antalya Challenger III 2021, facente parte della categoria Challenger 50 nell'ambito dell'ATP Challenger Tour 2021, si è giocato dal 29 novembre al 5 dicembre ad Adalia, in Turchia. 
Tra le sedici coppie di partecipanti erano assenti Denys Molčanov e Oleksandr Nedovjesov, i detentori del titolo.
In finale Riccardo Bonadio e Giovanni Fonio hanno sconfitto Hsu Yu-hsiou e Tseng Chun-hsin con il punteggio di 3–6, 6–2, [12–10].

## Teste di serie
1. Gonçalo Oliveira /  Bart Stevens (primo turno)
2. Francisco Cabral /  Aziz Dougaz (primo turno)

1. Javier Barranco Cosano /  Oriol Roca Batalla (semifinale, ritirati)
2. Vladyslav Orlov /  Ramkumar Ramanathan (semifinale)

## Wildcard
1. Lucas Gerch /  Aleksandre Metreveli (quarti di finale)
2. Marsel İlhan /  Ergi Kırkın (primo turno)

1. Sarp Ağabigün /  Yankı Erel (primo turno)

## Tabellone

### Legenda
| - Q = Qualificato - WC = Wild card - LL = Lucky loser | - ALT = Alternate - SE = Special Exempt - PR = Protected Ranking | - w/o = Walkover - r = Ritirato - d = Squalificato |

|  | Primo turno | Primo turno                      | Primo turno                   | Primo turno                   | Primo turno |  |  | Quarti di finale | Quarti di finale                 | Quarti di finale                 | Quarti di finale     | Quarti di finale     |                   |     | Semifinali | Semifinali                       | Semifinali                       | Semifinali                       | Semifinali |   |      | Finale | Finale | Finale | Finale | Finale |  |
|  |             |                                  |                               |                               |             |  |  |                  |                                  |                                  |                      |                      |                   |     |            |                                  |                                  |                                  |            |   |      |        |        |        |        |        |  |
|  | 1           | G Oliveira B Stevens             | G Oliveira B Stevens          | 3                             | 2           |  |  |                  |                                  |                                  |                      |                      |                   |     |            |                                  |                                  |                                  |            |   |      |        |        |        |        |        |  |
|  |             | R Bonadio G Fonio                | R Bonadio G Fonio             | 6                             | 6           |  |  |                  | R Bonadio G Fonio                | R Bonadio G Fonio                | 6                    | 6                    |                   |     |            |                                  |                                  |                                  |            |   |      |        |        |        |        |        |  |
|  |             | D Ajduković D-h Lee              | D Ajduković D-h Lee           | 2                             | 2           |  |  |                  | E Esteve Lobato N Fatić          | E Esteve Lobato N Fatić          | 2                    | 3                    |                   |     |            |                                  |                                  |                                  |            |   |      |        |        |        |        |        |  |
|  |             | E Esteve Lobato N Fatić          | E Esteve Lobato N Fatić       | 6                             | 6           |  |  |                  |                                  |                                  |                      |                      |                   |     |            | R Bonadio G Fonio                | R Bonadio G Fonio                | 7                                | 6          |   |      |        |        |        |        |        |  |
|  | 4           | V Orlov R Ramanathan             | V Orlov R Ramanathan          | 6                             | 6           |  |  |                  |                                  | 4                                | V Orlov R Ramanathan | V Orlov R Ramanathan | 64                | 4   |            |                                  |                                  |                                  |            |   |      |        |        |        |        |        |  |
|  |             | FC Jianu N Sánchez Izqueirdo     | FC Jianu N Sánchez Izqueirdo  | 4                             | 4           |  |  | 4                | V Orlov R Ramanathan             | V Orlov R Ramanathan             | 6                    | 7                    |                   |     |            |                                  |                                  |                                  |            |   |      |        |        |        |        |        |  |
|  | WC          | L Gerch A Metreveli              | 6                             | 1                             | [10]        |  |  | WC               | L Gerch A Metreveli              | L Gerch A Metreveli              | 2                    | 5                    |                   |     |            |                                  |                                  |                                  |            |   |      |        |        |        |        |        |  |
|  | WC          | M İlhan E Kırkın                 | 3                             | 6                             | [6]         |  |  |                  |                                  |                                  |                      |                      |                   |     |            | Riccardo Bonadio Giovanni Fonio  | 3                                | 6                                | [12]       |   |      |        |        |        |        |        |  |
|  |             | O Krutykh D Svrčina              | O Krutykh D Svrčina           | O Krutykh D Svrčina           |             |  |  |                  |                                  |                                  |                      |                      |                   |     |            |                                  |                                  | Hsu Yu-hsiou Tseng Chun-hsin     | 6          | 2 | [10] |        |        |        |        |        |  |
|  |             | M Kalovelonis P Martín Tiffon    | M Kalovelonis P Martín Tiffon | M Kalovelonis P Martín Tiffon | w/o         |  |  |                  | M Kalovelonis P Martín Tiffon    | M Kalovelonis P Martín Tiffon    | 6                    | 4                    |                   |     |            |                                  |                                  |                                  |            |   |      |        |        |        |        |        |  |
|  | WC          | S Ağabigün Y Erel                | 3                             | 6                             | [5]         |  |  | 3                | J Barranco Cosano O Roca Batalla | J Barranco Cosano O Roca Batalla | 78                   | 6                    |                   |     |            |                                  |                                  |                                  |            |   |      |        |        |        |        |        |  |
|  | 3           | J Barranco Cosano O Roca Batalla | 6                             | 3                             | [10]        |  |  |                  |                                  |                                  |                      |                      |                   |     | 3          | J Barranco Cosano O Roca Batalla | J Barranco Cosano O Roca Batalla | J Barranco Cosano O Roca Batalla |            |   |      |        |        |        |        |        |  |
|  |             | T Altuna C İlkel                 | T Altuna C İlkel              | 2                             | 0           |  |  |                  |                                  |                                  | Y-h Hsu C-h Tseng    | Y-h Hsu C-h Tseng    | Y-h Hsu C-h Tseng | w/o |            |                                  |                                  |                                  |            |   |      |        |        |        |        |        |  |
|  |             | Y-h Hsu C-h Tseng                | Y-h Hsu C-h Tseng             | 6                             | 6           |  |  |                  | Y-h Hsu C-h Tseng                | 6                                | 3                    | [11]                 |                   |     |            |                                  |                                  |                                  |            |   |      |        |        |        |        |        |  |
|  |             | J Paul K Sultanov                | J Paul K Sultanov             | 7                             | 6           |  |  |                  | J Paul K Sultanov                | 1                                | 6                    | [9]                  |                   |     |            |                                  |                                  |                                  |            |   |      |        |        |        |        |        |  |
|  | 2           | F Cabral A Dougaz                | F Cabral A Dougaz             | 65                            | 4           |  |  |                  |                                  |                                  |                      |                      |                   |     |            |                                  |                                  |                                  |            |   |      |        |        |        |        |        |  |